# 消滅水域
『消滅水域』（しょうめつすいいき、Lakeboat）は、2000年制作のアメリカ映画。
貨物船のキッチンでアルバイトをする事になった青年が耳にした、ある乗組員の失踪の真相が噂と憶測で交錯してゆくさまを舞台劇風に描いた群像ドラマ。俳優のジョー・マンテーニャの監督作品。

## キャスト
| 役名               | 俳優                   | 日本語吹替   |
| ------------------ | ---------------------- | ------------ |
| デール             | トニー・マメット       | 坂詰貴之     |
| ジョー             | ロバート・フォスター   | 土師孝也     |
| ピアマン           | ピーター・フォーク     | 山野史人     |
| スキッピー         | チャールズ・ダーニング | 宝亀克寿     |
| コリンズ           | ジョージ・ウェント     | 石川ひろあき |
| スタン             | J・J・ジョンストン     | 長克巳       |
| フレッド           | ジャック・ウォレス     | 水野龍司     |
| ギグリアーニ       | アンディ・ガルシア     | 相沢正輝     |
| 消防士             | デニス・リアリー       |              |
| （ノンクレジット） | ジョー・マンテーニャ   |              |

- その他の声の吹き替え：石井隆夫／田中結子／中川和恵／鈴木貴征／佐伯洋史